# Михайловское (село, Можайский городской округ)
Михайловское — село в Можайском районе Московской области в составе сельского поселения Спутник. Численность постоянного населения по Всероссийской переписи 2010 года — 8 человек. 

## География
Деревня расположена в центральной части района, примерно в 5 км к юго-востоку от Можайска, у южной стороны автотрассы М1 Беларусь, в районе 112 километра, высота центра над уровнем моря 202 м. Ближайшие населённые пункты — Пушкино в 3 км на северо-восток и Отяково в 2,5 км на северо-запад.

## История
До 2006 года Михайловское входило в состав Кожуховского сельского округа.
Постановлением Губернатора Московской области от 21 февраля 2019 года № 76-ПГ категория населённого пункта изменена с «деревня» на «село».